# Dövelmyrtjärnarna
Dövelmyrtjärnarna är en sjö i Arvidsjaurs kommun i Lappland och ingår i Åbyälvens huvudavrinningsområde.